# Victor d'Hondt
Victor d'Hondt (Gante, 20 de noviembre de 1841-30 de mayo de 1901) fue un jurista belga y profesor de derecho civil y de derecho fiscal en la Universidad de Gante.
Ideó un método, descrito en 1878 y conocido como Sistema D'Hondt, que permite obtener el número de cargos electos en proporción a los votos conseguidos por las candidaturas. Su método fue adoptado en muchos países, como por ejemplo Argentina, Austria, Bélgica, Brasil, Bulgaria, Chile, Colombia, Croacia, Ecuador, Eslovenia, España, Finlandia, Guatemala, Irlanda, Israel, Japón, Países Bajos, Paraguay, Polonia, Portugal, República Checa, República Dominicana, Suiza, Turquía, Uruguay o Venezuela.

## Publicaciones
- La représentation proportionnelle des partis par un électeur, Gante,1878.
- Système pratique et raisonné de représentation proportionelle, Bruselas, 1882.
- Exposé du système pratique de représentation proportionnelle, Gante, 1885.
- Tables de division des nombres 1 à 400 par 1 à 31 et 401 à 1000 par 1 à 13 pour la répartition proportionnelle des sièges en matière électorale avec exposé de la méthode, Gante, 1900.

- Datos: Q313248